# 南平过路黄
南平过路黄（学名：Lysimachia nanpingensis）为报春花科珍珠菜属的植物，为中国的特有植物。分布在中国大陆的广东、福建等地，常生长在山地林下，目前尚未由人工引种栽培。